# Superclásico (México)
Superclásico ou Súper Clásico, também conhecido como El Clásico de Clásicos, é como são chamados os confrontos de futebol entre os clubes mexicanos Club América e C.D. Guadalajara. A rivalidade entre os clubes é grande e o clássico tem sido chamado de o maior do México, já que divide as duas cidades mais populosas do país, Cidade do México e Guadalajara.
América vs. Guadalajara tornou-se a rivalidade mais importante do futebol mexicano. Por um lado o Guadalajara, equipe que está sempre formado por um elenco de jogadores 100% mexicanos, o qual representa o orgulho do povo, e do outro lado está o América, que sempre busca brilhar com grandes nomes estrangeiros.

## História
O primeiro confronto entre os que são considerados os dois times mais populares do México  terminou com uma vitória do Guadalajara com um placar de 1–0.  A rivalidade começou a florescer após a segunda partida, quando o Club Deportivo Guadalajara derrotou o América com um resultado de 7–2 no ano de 1943. Embora a grande derrota tenha causado constrangimento nas fileiras do América, passaram-se quase duas décadas antes da rivalidade tornou-se o clássico que hoje é conhecido. Inicialmente, o América lutava na Liga Mexicana. Na metade da temporada de 1957-58, o América só conseguiu ganhar seis pontos, colocando-os em último lugar na classificação geral. Correndo o risco de terminar em desvantagem na classificação, o clube contratou Fernando Marcos, árbitro e jogador aposentado. No torneio de 1958 a 1959, Marcos transformou o time em um candidato ao título. Embora o nível do América subisse, o Chivas praticava um futebol tático que estava dando bons resultados. Depois do torneio de 1957 a 1958, no qual o Club Zacatepec foi coroado campeão, o Chivas conseguiu ganhar um recorde de seis títulos consecutivos.
O final da década de 1950 até meados da década de 1960 pode ser considerada a melhor época da história do Chivas. Durante este período, o Chivas conquistou a maioria (7) dos seus onze títulos da liga, apenas interrompidos duas vezes em 1958 e 1963, por Zacatepec e Club Deportivo Oro, respetivamente. Embora o América, ou qualquer outro clube mexicano, nunca tenha alcançado o mesmo sucesso em tão curto período de tempo, um feito igualmente impressionante é alcançado muito mais tarde pelo América.
O futebol mexicano evoluiu drasticamente na década de 1980. O período de domínio do futebol entre duas equipes certamente havia acabado. Embora a paridade absoluta nunca seja alcançável, a competição foi distribuída de maneira mais uniforme entre os clubes de futebol que competiram na Primera División de México. A década de 1980 é talvez a melhor década da história do Club América. Até então, nenhum outro clube havia conseguido o incrível sucesso do Chivas. Nesse período, o América conquistou cinco títulos em cinco anos. Primeiro, começando em 1984, uma série de três títulos consecutivos, seguidos por dois títulos consecutivos a partir de 1988. O América conquistou o que nenhum outro time conseguiu no futebol mexicano atual. Apesar da consistência do Chivas e do América, depois dos anos gloriosos do América e muito depois da época de ouro do Chivas, as duas equipes conseguiram conquistar apenas quatro títulos entre si, dois cada.

### Desordem de 1983
No jogo da volta das semifinais da temporada 1982-83, os jogadores de ambas as equipes iniciaram uma briga mais conhecida como "La Bronca del '83" ("Desordem de 83"), que resultou na entrada de Chivas para jogue o Puebla na final eliminando o América naquele playoff. 
Na temporada seguinte, o América enfrentaria o Chivas mais uma vez na final de 1983-1984, na qual o América recuperou no total para derrotar o Chivas na única final disputada entre as duas equipes.
Entre as temporadas de 1983 e 2000, o América mostrou domínio sobre o Chivas, registrando um recorde impressionante de apenas 6 derrotas em 43 partidas contra o Chivas.

### Anos 2000
Um dos jogos mais memoráveis disputados entre Chivas e América durante o torneio Clausura 2005 aconteceu no dia 13 de março no Estádio Azteca. O jogo começou com um gol de Pável Pardo aos 15 minutos de jogo. O América tentaria, então, solidificar seu domínio de jogo quando, aos 38 minutos, Óscar Rojas fez o segundo gol, aproveitando um passe de Cuauhtémoc Blanco. Durante o 42º minuto de jogo, com o primeiro tempo prestes a ser concluído, Héctor Reynoso marcou um dos gols mais bonitos de sua carreira, fazendo o placar 2–1. Francisco Palencia marcaria o 100º gol de sua carreira aos 58 minutos, empatando em 2–2. Mas o América voltaria a sair na frente quando, aos 78 minutos, Pável Pardo fez excelente passe para Claudio López, que não desperdiçou a oportunidade de empurrar a bola para a baliza de Oswaldo Sánchez. No entanto, as coisas não acabariam por aí. Três minutos antes do final do jogo, Palencia faria seu 101º gol, resultado de uma jogada magnífica envolvendo Ramón Morales e Alberto Medina. O placar estava empatado em 3-3, embora o Chivas tenha tentado mais um gol vindo de Palência.
Em 2007, a América estabeleceu o recorde de mais vitórias em um ano ao derrotar o Chivas quatro vezes.
Em 2016, América e Guadalajara se enfrentaram sete vezes entre as partidas da liga (incluindo play-offs) e a semifinal da Copa MX. O América saiu na frente com um registro digno de nota de três vitórias, dois empates e duas derrotas. Nos dois jogos da fase de mata-mata, o América seguiu invicto contra o Guadalajara, com registro de duas vitórias e dois empates.

## Localizações das equipes
| Club Deportivo Guadalajara     | Club de Fútbol América |
| Estados das equipes            | Estados das equipes    |
| Jalisco                        | Cidade do México       |
| ------------------------------ | ---------------------- |
|                                |                        |
| Cidades das equipes            |                        |
| Zapopan                        | Cidade do México       |
|                                |                        |
| Estádios mandantes das equipes |                        |
| Estadio Akron                  | Estádio Azteca         |
|                                |                        |

## Partidas oficiais

### Partidas na temporada regular

#### Club América como mandante
| Data                    | Local                          | Resultado | Competição                 |
| ----------------------- | ------------------------------ | --------- | -------------------------- |
| 18 de dezembro de 1960  | Estadio Olímpico Universitario | 0-1       | Primera División de México |
| 29 de julho de 1961     | Estadio Olímpico Universitario | 0-1       | Primera División de México |
| 8 de outubro de 1962    | Estadio Olímpico Universitario | 0–0       | Primera División de México |
| 26 de dezembro de 1963  | Estadio Olímpico Universitario | 0-2       | Primera División de México |
| 2 de outubro de 1964    | Estadio Olímpico Universitario | 1–1       | Primera División de México |
| 16 de outubro de 1965   | Estadio Olímpico Universitario | 2–1       | Primera División de México |
| 25 de setembro de 1966  | Estadio Azteca                 | 0–0       | Primera División de México |
| 22 de dezembro de 1967  | Estadio Azteca                 | 0–0       | Primera División de México |
| 27 de abril de 1968     | Estadio Azteca                 | 2–2       | Primera División de México |
| 23 de outubro de 1969   | Estadio Azteca                 | 1-4       | Primera División de México |
| 14 de fevereiro de 1971 | Estadio Azteca                 | 5–2       | Primera División de México |
| 10 de abril de 1972     | Estadio Azteca                 | 1–0       | Primera División de México |
| 16 de outubro de 1972   | Estadio Azteca                 | 1–0       | Primera División de México |
| 21 de outubro de 1973   | Estadio Azteca                 | 0-1       | Primera División de México |
| 14 de outubro de 1974   | Estadio Azteca                 | 2–2       | Primera División de México |
| 10 de abril de 1976     | Estadio Azteca                 | 0–0       | Primera División de México |
| 22 de novembro de 1976  | Estadio Azteca                 | 2–2       | Primera División de México |
| 13 de março de 1978     | Estadio Azteca                 | 1–0       | Primera División de México |
| 13 de março de 1979     | Estadio Azteca                 | 0–0       | Primera División de México |
| 26 de fevereiro de 1980 | Estadio Azteca                 | 1–0       | Primera División de México |
| 18 de janeiro de 1981   | Estadio Azteca                 | 1–0       | Primera División de México |
| 10 de abril de 1982     | Estadio Azteca                 | 1–1       | Primera División de México |
| 13 de março de 1983     | Estadio Azteca                 | 1–0       | Primera División de México |
| 22 de janeiro de 1984   | Estadio Azteca                 | 1–1       | Primera División de México |
| 11 de dezembro de 1984  | Estadio Azteca                 | 0–0       | Primera División de México |
| 17 de agosto de 1986    | Estadio Azteca                 | 1–0       | Primera División de México |
| 20 de dezembro de 1987  | Estadio Azteca                 | 1–0       | Primera División de México |
| 27 de abril de 1989     | Estadio Azteca                 | 3–1       | Primera División de México |
| 11 de janeiro de 1990   | Estadio Azteca                 | 2–2       | Primera División de México |
| 10 de abril de 1991     | Estadio Azteca                 | 2–2       | Primera División de México |
| 22 de setembro de 1991  | Estadio Azteca                 | 1–1       | Primera División de México |
| 16 de janeiro de 1993   | Estadio Azteca                 | 2–1       | Primera División de México |
| 5 de janeiro de 1994    | Estadio Azteca                 | 1–0       | Primera División de México |
| 19 de março de 1995     | Estadio Azteca                 | 0–0       | Primera División de México |
| 14 de fevereiro de 1996 | Estadio Azteca                 | 2-3       | Primera División de México |
| 27 de janeiro de 1997   | Estadio Azteca                 | 0–0       | Primera División de México |
| 25 de janeiro de 1998   | Estadio Azteca                 | 0–0       | Primera División de México |
| 3 de março de 1999      | Estadio Azteca                 | 0-1       | Primera División de México |
| 12 de setembro de 1999  | Estadio Azteca                 | 2–0       | Primera División de México |
| 10 de setembro de 2000  | Estadio Azteca                 | 0-3       | Primera División de México |
| 31 de março de 2002     | Estadio Azteca                 | 2-3       | Primera División de México |
| 19 de janeiro de 2003   | Estadio Azteca                 | 1–1       | Primera División de México |
| 9 de novembro de 2003   | Estadio Azteca                 | 1-2       | Primera División de México |
| 13 de março de 2005     | Estadio Azteca                 | 3-3       | Primera División de México |
| 11 de setembro de 2005  | Estadio Azteca                 | 0-0       | Primera División de México |
| 18 de março de 2007     | Estadio Azteca                 | 1–0       | Primera División de México |
| 29 de outubro de 2007   | Estadio Azteca                 | 2–1       | Primera División de México |
| 26 de outubro de 2008   | Estadio Azteca                 | 1-2       | Primera División de México |
| 16 de outubro de 2009   | Estadio Azteca                 | 1–0       | Primera División de México |
| 24 de outubro de 2010   | Estadio Azteca                 | 0–0       | Primera División de México |
| 23 de outubro de 2011   | Estadio Azteca                 | 1-3       | Primera División de México |
| 2 de outubro de 2012    | Estadio Azteca                 | 1-3       | Liga MX                    |
| 16 de outubro de 2013   | Estadio Azteca                 | 2–0       | Liga MX                    |
| 2 de novembro de 2014   | Estadio Azteca                 | 1–0       | Liga MX                    |
| 27 de setembro de 2015  | Estadio Azteca                 | 1-2       | Liga MX                    |
| 26 de agosto de 2016    | Estadio Azteca                 | 0-3       | Liga MX                    |
| 16 de outubro de 2017   | Estadio Azteca                 | 2-1       | Liga MX                    |
| 30 de setembro de 2018  | Estadio Azteca                 | 1-1       | Liga MX                    |
| 29 de setembro de 2019  | Estadio Azteca                 | 4–1       | Liga MX                    |
| 19 de setembro de 2020  | Estadio Azteca                 | 1–0       | Liga MX                    |
| 24 de setembro de 2021  | Estadio Azteca                 | 0-0       | Liga MX                    |
| 17 de setembro de 2022  | Estadio Azteca                 | 2-1       | Liga MX                    |

| Vitórias do Club América | Vitórias do Chivas Guadalajara | Empates |
| ------------------------ | ------------------------------ | ------- |
| 21                       | 15                             | 24      |

#### Guadalajara como mandante
| Data                    | Local           | Resultado | Competição                 |
| ----------------------- | --------------- | --------- | -------------------------- |
| 17 de agosto de 1960    | Estadio Jalisco | 1-0       | Primera División de México |
| 29 de novembro de 1961  | Estadio Jalisco | 1-0       | Primera División de México |
| 8 de julho de 1962      | Estadio Jalisco | 2–2       | Primera División de México |
| 22 de setembro de 1963  | Estadio Jalisco | 0–0       | Primera División de México |
| 20 de junho de 1964     | Estadio Jalisco | 0–0       | Primera División de México |
| 22 de julho de 1965     | Estadio Jalisco | 2-0       | Primera División de México |
| 15 de janeiro de 1967   | Estadio Jalisco | 1–2       | Primera División de México |
| 10 de setembro de 1967  | Estadio Jalisco | 0–0       | Primera División de México |
| 16 de novembro de 1968  | Estadio Jalisco | 3-0       | Primera División de México |
| 10 de abril de 1969     | Estadio Jalisco | 3-1       | Primera División de México |
| 5 de junho de 1971      | Estadio Jalisco | 1–2       | Primera División de México |
| 18 de dezembro de 1971  | Estadio Jalisco | 1–3       | Primera División de México |
| 17 de março de 1973     | Estadio Jalisco | 0–0       | Primera División de México |
| 6 de abril de 1974      | Estadio Jalisco | 0–2       | Primera División de México |
| 6 de abril de 1975      | Estadio Jalisco | 2–2       | Primera División de México |
| 3 de dezembro de 1975   | Estadio Jalisco | 0–3       | Primera División de México |
| 13 de março de 1977     | Estadio Jalisco | 1-1       | Primera División de México |
| 22 de novembro de 1977  | Estadio Jalisco | 1–1       | Primera División de México |
| 21 de outubro de 1978   | Estadio Jalisco | 0–0       | Primera División de México |
| 14 de outubro de 1979   | Estadio Jalisco | 1–1       | Primera División de México |
| 17 de maio de 1981      | Estadio Jalisco | 2-0       | Primera División de México |
| 6 de dezembro de 1981   | Estadio Jalisco | 2-0       | Primera División de México |
| 3 de dezembro de 1982   | Estadio Jalisco | 0–2       | Primera División de México |
| 12 de setembro de 1983  | Estadio Jalisco | 1–1       | Primera División de México |
| 24 de março de 1985     | Estadio Jalisco | 0–0       | Primera División de México |
| 11 de janeiro de 1987   | Estadio Jalisco | 2–2       | Primera División de México |
| 15 de maio de 1988      | Estadio Jalisco | 3-2       | Primera División de México |
| 29 de dezembro de 1988  | Estadio Jalisco | 2–2       | Primera División de México |
| 24 de setembro de 1989  | Estadio Jalisco | 2–2       | Primera División de México |
| 9 de dezembro de 1990   | Estadio Jalisco | 2–2       | Primera División de México |
| 19 de janeiro de 1992   | Estadio Jalisco | 0–0       | Primera División de México |
| 26 de agosto de 1992    | Estadio Jalisco | 1-0       | Primera División de México |
| 5 de setembro de 1993   | Estadio Jalisco | 0–0       | Primera División de México |
| 14 de novembro de 1994  | Estadio Jalisco | 3–4       | Primera División de México |
| 22 de outubro de 1995   | Estadio Jalisco | 0-2       | Primera División de México |
| 25 de agosto de 1996    | Estadio Jalisco | 5-0       | Primera División de México |
| 12 de agosto de 1997    | Estadio Jalisco | 1–2       | Primera División de México |
| 20 de setembro de 1998  | Estadio Jalisco | 1-0       | Primera División de México |
| 14 de fevereiro de 2000 | Estadio Jalisco | 3-0       | Primera División de México |
| 14 de fevereiro de 2001 | Estadio Jalisco | 1-2       | Primera División de México |
| 21 de outubro de 2001   | Estadio Jalisco | 1-1       | Primera División de México |
| 12 de agosto de 2002    | Estadio Jalisco | 0-1       | Primera División de México |
| 4 de maio de 2004       | Estadio Jalisco | 0-1       | Primera División de México |
| 2 de outubro de 2004    | Estadio Jalisco | 0-0       | Primera División de México |
| 26 de fevereiro de 2006 | Estadio Jalisco | 1-0       | Primera División de México |
| 28 de setembro de 2006  | Estadio Jalisco | 1-0       | Primera División de México |
| 13 de abril de 2008     | Estadio Jalisco | 3-2       | Primera División de México |
| 17 de abril de 2009     | Estadio Jalisco | 1-0       | Primera División de México |
| 4 de abril de 2010      | Estadio Jalisco | 1-0       | Primera División de México |
| 10 de abril de 2011     | Estadio Akron   | 3-0       | Primera División de México |
| 8 de abril de 2012      | Estadio Akron   | 0-1       | Primera División de México |
| 31 de março de 2013     | Estadio Akron   | 0–2       | Liga MX                    |
| 31 de março de 2014     | Estadio Akron   | 0–4       | Liga MX                    |
| 26 de abril de 2015     | Estadio Akron   | 1–1       | Liga MX                    |
| 13 de março de 2016     | Estadio Akron   | 1–2       | Liga MX                    |
| 19 de fevereiro de 2017 | Estadio Akron   | 1-0       | Liga MX                    |
| 3 de março de 2018      | Estadio Akron   | 1-1       | Liga MX                    |
| 17 de março de 2019     | Estadio Akron   | 0–2       | Liga MX                    |
| 13 de março de 2021     | Estadio Akron   | 0–3       | Liga MX                    |
| 12 de março de 2022     | Estadio Akron   | 0–0       | Liga MX                    |
| 18 de março de 2023     | Estadio Akron   | 2–4       | Liga MX                    |

| Vitórias do Chivas Guadalajara | Vitórias do Club América | Empates |
| ------------------------------ | ------------------------ | ------- |
| 19                             | 16                       | 24      |

### Partidas na Liguilla
| #  | Data                   | Local           | Resultado                           | Competição                         |
| -- | ---------------------- | --------------- | ----------------------------------- | ---------------------------------- |
| 1  | 1 de junho de 1977     | Estadio Jalisco | Chivas Guadalajara 0-2 Club América | Liguilla de 1976-77                |
| 2  | 18 de junho de 1977    | Estadio Azteca  | Club América 1-1 Chivas Guadalajara | Liguilla de 1976-77                |
| 3  | 19 de maio de 1983     | Estadio Jalisco | Chivas Guadalajara 1–2 Club América | Semifinais de 1982-83              |
| 4  | 22 de maio de 1983     | Estadio Azteca  | Club América 0–3 Chivas Guadalajara | Semifinais de 1982-83              |
| 5  | 7 de junho de 1984     | Estadio Jalisco | Chivas Guadalajara 2-2 Club América | Final de 1984-85                   |
| 6  | 10 de junho de 1984    | Estadio Azteca  | Club América 3–1 Chivas Guadalajara | Final de 1984-85                   |
| 7  | 9 de maio de 1985      | Estadio Jalisco | Chivas Guadalajara 0–2 Club América | Quartas de finais de 1984-85       |
| 8  | 13 de maio de 1985     | Estadio Azteca  | Club América 1–0 Chivas Guadalajara | Quartas de finais de 1984-85       |
| 9  | 20 de junho de 1989    | Estadio Azteca  | Club América 3-1 Chivas Guadalajara | Liguilla de 1988-89                |
| 10 | 29 de junho de 1989    | Estadio Jalisco | Chivas Guadalajara 3–2 Club América | Liguilla de 1988-89                |
| 11 | 12 de junho de 1991    | Estadio Jalisco | Chivas Guadalajara 0–2 Club América | Semifinais de 1990-91              |
| 12 | 15 de junho de 1991    | Estadio Azteca  | Club América 3–0 Chivas Guadalajara | Semifinais de 1990-91              |
| 13 | 18 de novembro de 1997 | Estadio Jalisco | Chivas Guadalajara 1-3 Club América | Quartas de finais de Invierno 1997 |
| 14 | 21 de novembro de 1997 | Estadio Azteca  | Club América 1-0 Chivas Guadalajara | Quartas de finais de Invierno 1997 |
| 15 | 3 de dezembro de 1999  | Estadio Jalisco | Guadalajara 0-0 Club América        | Quartas de finais de Invierno 1999 |
| 16 | 5 de dezembro de 1999  | Estadio Azteca  | Club América 1–0 Chivas Guadalajara | Quartas de finais de Invierno 1999 |
| 17 | 30 de novembro de 2006 | Estadio Jalisco | Chivas Guadalajara 2-0 Club América | Quartas de finais de Apertura 2006 |
| 18 | 3 de dezembro de 2006  | Estadio Azteca  | Club América 0-0 Chivas Guadalajara | Quartas de finais de Apertura 2006 |
| 19 | 17 de maio de 2007     | Estadio Azteca  | Club América 1-0 Chivas Guadalajara | Semifinais de Clausura 2007        |
| 20 | 20 de maio de 2007     | Estadio Jalisco | Chivas Guadalajara 3-1 Club América | Semifinais de Clausura 2007        |
| 21 | 12 de maio de 2016     | Estadio Akron   | Chivas Guadalajara 0–0 Club América | Quartas de finais de Clausura 2016 |
| 22 | 15 de maio de 2016     | Estadio Azteca  | Club América 2–1 Chivas Guadalajara | Quartas de finais de Clausura 2016 |
| 23 | 24 de novembro de 2016 | Estadio Azteca  | Club América 1–1 Chivas Guadalajara | Quartas de finais de Apertura 2016 |
| 24 | 27 de novembro de 2016 | Estadio Akron   | Chivas Guadalajara 0–1 Club América | Quartas de finais de Apertura 2016 |
| 25 | 24 de novembro de 2020 | Estadio Akron   | Chivas Guadalajara 1–0 Club América | Quartas de finais de Apertura 2020 |
| 26 | 29 de novembro de 2020 | Estadio Azteca  | Club América 1–2 Chivas Guadalajara | Quartas de finais de Apertura 2020 |
| 27 | 17 de maio de 2023     | Estadio Jalisco | Chivas Guadalajara 0–1 Club América | Semifinais de Clausura 2023        |
| 28 | 20 de maio de 2023     | Estadio Azteca  | Club América 1-3 Guadalajara        | Semifinais de Clausura 2023        |

| Vitórias do Chivas Guadalajara | Vitórias do Club América | Empates |
| ------------------------------ | ------------------------ | ------- |
| 6                              | 15                       | 5       |

## Dados

### Histórico dos confrontos
- Atualizado até 29 de setembro de 2023[6]

| Competições                            | Partidas disputadas | Vitórias do América | Empates | Vitórias do Chivas | Gols do América | Gols do Chivas |
| -------------------------------------- | ------------------- | ------------------- | ------- | ------------------ | --------------- | -------------- |
| Fase regular                           | 160                 | 51                  | 53      | 56                 | 200             | 215            |
| Liguilla                               | 28                  | 16                  | 5       | 7                  | 34              | 23             |
| Subtotal da Primera División de México | 187                 | 67                  | 58      | 63                 | 234             | 238            |
| Copa México                            | 14                  | 6                   | 7       | 1                  | 19              | 11             |
| Campeón de Campeones                   | 2                   | 0                   | 0       | 2                  | 1               | 4              |
| Liga dos Campeões da CONCACAF          | 2                   | 1                   | 1       | 0                  | 4               | 2              |
| Pré-libertadores                       | 2                   | 2                   | 0       | 0                  | 3               | 0              |
| InterLiga                              | 1                   | 0                   | 1       | 0                  | 1               | 1              |
| Copa Libertadores da América           | 2                   | 2                   | 0       | 0                  | 3               | 0              |
| Subtotal de jogos oficiais             | 211                 | 78                  | 67      | 66                 | 265             | 256            |
| Amistosos                              | 40                  | 16                  | 12      | 12                 | 66              | 53             |
| Total                                  | 251                 | 94                  | 79      | 78                 | 331             | 309            |

### Maiores artilheiros
| Jogador            | Equipe      | Gols |
| ------------------ | ----------- | ---- |
| Salvador Reyes     | Guadalajara | 13   |
| Luis Roberto Alves | América     | 10   |
| Max Prieto         | Guadalajara | 9    |
| Víctor Rangel      | Guadalajara | 8    |
| Francisco Moacyr   | América     | 8    |
| José Alves         | América     | 8    |
| Pablo González     | Guadalajara | 7    |
| Gonzalo Farfán     | América     | 6    |
| Henry Martín       | América     | 6    |
| Luis Reyes         | Guadalajara | 6    |
| Javier Valdivia    | Guadalajara | 6    |
| Omar Bravo         | Guadalajara | 6    |
| Enrique Borja      | América     | 5    |
| Oribe Peralta      | América     | 5    |
| Octavio Vial       | América     | 5    |
| Leopoldo Proal     | América     | 4    |
| Raúl Jiménez       | América     | 4    |
| Sebastián Córdova  | América     | 4    |
| Marco Fabián       | Guadalajara | 4    |

### Jogadores com mais partidas jogadas
| Jogador          | Equipe      | Partidas |
| ---------------- | ----------- | -------- |
| Juan Jasso       | Guadalajara | 50       |
| Cristóbal Ortega | América     | 50       |
| José Villegas    | Guadalajara | 47       |
| Alfredo Tena     | América     | 39       |
| Germán Villa     | América     | 38       |
| Demetrio Madero  | Guadalajara | 35       |
| Javier Ledesma   | Guadalajara | 35       |
| Pedro Nájera     | América     | 28       |

### Jogadores que atuaram em ambos os clubes
| Transferido do América ao Guadalajara | Transferido do Guadalajara ao América | Jogado em diferentes épocas sem passar direto | Reforço em partidas oficiais                                                                    | Reforço em partidas não oficiais |
| --- | --- | --- | ----------------------------------------------------------------------------------------------- | --- |
| - Salvador Mota - Francisco Macedo - Albino Morales - Javier Cárdenas - Ricardo Peláez - Ignacio Hierro - Oswaldo Sánchez - Oribe Peralta | - Enrique Vázquez del Mercado - Rubén Cárdenas - Javier Sánchez Galindo - Luis Manuel Díaz - Gerardo Silva - Pedro Pineda - Joel Sánchez - Ramón Ramírez - Jesús Mendoza | - Ignacio Ávila - Eduardo Garduño - Carlos Iturralde - Antonio Zamora - Sergio Ceballos - Javier Aguirre - Luis García - Carlos Hermosillo - Damián Álvarez - Gustavo Nápoles - Álvaro Ortiz - Manuel Ríos - Christian Ramírez - Edoardo Isella - Luis Sandoval - Rafael Márquez Lugo - Francisco Javier Rodríguez - Ángel Reyna - Jesús Molina - Fernando Rubén González - Alejandro Zendejas - Ricardo Marín | - Luis Pérez: jogou no Guadalajara e foi um reforço para o América. (Copa Libertadores de 2007) | - Horacio Casarín: jogou no América e foi reforço do outro - José Luis Borbolla: jogou no América e foi reforço do outro - Alfonso Portugal: jogou no América e foi reforço do outro - Raúl Cárdenas: jogou no Chivas e foi reforço do outro - Raúl Landeros: jogou no América e foi reforço do outro - Manuel Camacho: jogou no América e foi reforço do outro - Ramiro Navarro: jogou no América e foi reforço do outro - Guillermo Hernández: jogou no América e foi reforço do outro - Rodrigo Ruiz: jogou no Chivas e foi reforço do outro - Antonio Carbajal: reforço de ambas as equipes - Jaime Belmonte: reforço de ambas as equipes - Jorge Morelos: reforço de ambas as equipes - Tomás Reynoso: reforço de ambas as equipes |

### Treinadores que dirigiram ambas as equipes
- György Orth
- Walter Ormeño
- Miguel Ángel López
- Leo Beenhakker
- Carlos Miloc
- Ricardo La Volpe
- Oscar Ruggeri
- Ignacio Ambriz
- Luis Fernando Tena

*José Manuel de la Torre treinou o América nos dois jogos das semifinais da Copa dos Campeões da CONCACAF de 2003 contra o Toluca e no jogo fora de casa contra o Peñarol na fase de grupos da Copa Libertadores de 2004, em ambas as ocasiões como assistente técnico.

## Títulos
| Competição                    | Chivas Guadalajara         | América                    |
| Competições internacionais    | Competições internacionais | Competições internacionais |
| ----------------------------- | -------------------------- | -------------------------- |
| Liga dos Campeões da CONCACAF | 2                          | 7                          |
| Copa Gigantes da CONCACAF     | 0                          | 1                          |
| Copa Interamericana           | 0                          | 3                          |
| Campeonato Cento-Americano    | 1                          | 0                          |
| Competições nacionais         |                            |                            |
| Primera División de México    | 12                         | 14                         |
| Copa México                   | 4                          | 6                          |
| Campeón de Campeones          | 7                          | 6                          |
| Supercopa de México           | 1                          | 0                          |
| Copa Challenger               | 1                          | 1                          |
| InterLiga                     | 1                          | 2                          |